# Gaël Monfils
Gaël Monfils, född 1 september 1986 i Paris, är en fransk högerhänt professionell tennisspelare.

## Tenniskarriär
År 2005 vann Monfils sin första ATP-titel, i Sopot. Under juli 2011 nådde Monfils sin dittills högsta ranking, då han rankades som nummer 7. Han nådde semifinal i Grand Slam-tävlingen Franska öppna 2008. Med Frankrike tog han sig till final i Davis Cup 2010.
I februari 2020 vann Monfils sin totalt nionde ATP-titel då han besegrade Vasek Pospisil med 7–5, 6–3 i finalen av Open Sud de France 2020. Han tangerade samtidigt Richard Gasquets rekord på tre titlar i Open Sud de France. Under samma månad vann Monfils sin andra raka titel i Rotterdam Open, efter att ha besegrat Felix Auger-Aliassime med 6–2, 6–4 i finalen.

## Statistik

### Masters 1000

#### Singel: 3 (3 andraplatser)
| Resultat | År   | Turnering           | Underlag       | Motståndare     | Resultat           |
| -------- | ---- | ------------------- | -------------- | --------------- | ------------------ |
| Tvåa     | 2009 | Paris Masters       | Hard court (i) | Novak Djokovic  | 2–6, 7–5, 6–7(3–7) |
| Tvåa     | 2010 | Paris Masters       | Hard court (i) | Robin Söderling | 1–6, 6–7(1–7)      |
| Tvåa     | 2016 | Monte Carlo Masters | Grus           | Rafael Nadal    | 5–7, 7–5, 0–6      |

### ATP-finaler

#### Singel: 33 (11 titlar, 22 andraplatser)
| Teckenförklaring       |
| ---------------------- |
| Grand Slam (0–0)       |
| ATP Finals (0–0)       |
| ATP Masters 1000 (0–3) |
| ATP 500 Series (3–5)   |
| ATP 250 Series (8–14)  |

| Finaler efter underlag |
| ---------------------- |
| Hard court (10–15)     |
| Grus (1–5)             |
| Gräs (0–1)             |
| Matta (0–1)            |

| Resultat | V–F   | Datum          | Turnering                                                  | Kategori      | Underlag       | Motståndare           | Resultat                |
| -------- | ----- | -------------- | ---------------------------------------------------------- | ------------- | -------------- | --------------------- | ----------------------- |
| Vinnare  | 1–0   | Augusti 2005   | Sopot Open, Polen                                          | International | Grus           | Florian Mayer         | 7–6(8–6), 4–6, 7–5      |
| Tvåa     | 1–1   | Oktober 2005   | Open de Moselle, Frankrike                                 | International | Hard court (i) | Ivan Ljubičić         | 6–7(7–9), 0–6           |
| Tvåa     | 1–2   | Oktober 2005   | Grand Prix de Tennis de Lyon, Frankrike                    | International | Matta (i)      | Andy Roddick          | 3–6, 2–6                |
| Tvåa     | 1–3   | Januari 2006   | Qatar Open, Qatar                                          | International | Hard court     | Roger Federer         | 3–6, 6–7(5–7)           |
| Tvåa     | 1–4   | Maj 2007       | Pörtschach Open, Österrike                                 | International | Grus           | Juan Mónaco           | 6–7(3–7), 0–6           |
| Tvåa     | 1–5   | Oktober 2008   | Vienna Open, Österrike                                     | Intl. Gold    | Hard court (i) | Philipp Petzschner    | 4–6, 4–6                |
| Tvåa     | 1–6   | Februari 2009  | Mexican Open, Mexiko                                       | 500 Series    | Grus           | Nicolás Almagro       | 4–6, 4–6                |
| Vinnare  | 2–6   | September 2009 | Open de Moselle, Frankrike                                 | 250 Series    | Hard court (i) | Philipp Kohlschreiber | 7–6(7–1), 3–6, 6–2      |
| Tvåa     | 2–7   | November 2009  | Paris Masters, Frankrike                                   | Masters 1000  | Hard court (i) | Novak Djokovic        | 2–6, 7–5, 6–7(3–7)      |
| Tvåa     | 2–8   | Juli 2010      | Stuttgart Open, Tyskland                                   | 250 Series    | Grus           | Albert Montañés       | 2–6, 2–1 uppgivet.      |
| Tvåa     | 2–9   | Oktober 2010   | Japan Open, Japan                                          | 500 Series    | Hard court     | Rafael Nadal          | 1–6, 5–7                |
| Vinnare  | 3–9   | Oktober 2010   | Open Sud de France, Frankrike                              | 250 Series    | Hard court (i) | Ivan Ljubičić         | 6–2, 5–7, 6–1           |
| Tvåa     | 3–10  | November 2010  | Paris Masters, Frankrike                                   | Masters 1000  | Hard court (i) | Robin Söderling       | 1–6, 6–7(1–7)           |
| Tvåa     | 3–11  | Augusti 2011   | Washington Open, USA                                       | 500 Series    | Hard court     | Radek Štěpánek        | 4–6, 4–6                |
| Vinnare  | 4–11  | Oktober 2011   | Stockholm Open, Sverige                                    | 250 Series    | Hard court (i) | Jarkko Nieminen       | 7–5, 3–6, 6–2           |
| Tvåa     | 4–12  | Januari 2012   | Qatar Open, Qatar                                          | 250 Series    | Hard court     | Jo-Wilfried Tsonga    | 5–7, 3–6                |
| Tvåa     | 4–13  | Februari 2012  | Open Sud de France, Frankrike                              | 250 Series    | Hard court (i) | Tomáš Berdych         | 2–6, 6–4, 3–6           |
| Tvåa     | 4–14  | Maj 2013       | Open de Nice Côte d'Azur, Frankrike                        | 250 Series    | Grus           | Albert Montañés       | 0–6, 6–7(3–7)           |
| Tvåa     | 4–15  | Augusti 2013   | Winston-Salem Open, USA                                    | 250 Series    | Hard court     | Jürgen Melzer         | 3–6, 1–2 uppgivet.      |
| Tvåa     | 4–16  | Januari 2014   | Qatar Open, Qatar                                          | 250 Series    | Hard court     | Rafael Nadal          | 1–6, 7–6(7–5), 2–6      |
| Vinnare  | 5–16  | Februari 2014  | Open Sud de France, Frankrike (2)                          | 250 Series    | Hard court (i) | Richard Gasquet       | 6–4, 6–4                |
| Tvåa     | 5–17  | Februari 2015  | Open 13, Frankrike                                         | 250 Series    | Hard court (i) | Gilles Simon          | 4–6, 6–1, 6–7(4–7)      |
| Tvåa     | 5–18  | Februari 2016  | Mall:Landsdata Nederländarna Rotterdam Open, Nederländarna | 500 Series    | Hard court (i) | Martin Kližan         | 7–6(7–1), 3–6, 1–6      |
| Tvåa     | 5–19  | April 2016     | Monte Carlo Masters, Monaco                                | Masters 1000  | Grus           | Rafael Nadal          | 5–7, 7–5, 0–6           |
| Vinnare  | 6–19  | Juli 2016      | Washington Open, USA                                       | 500 Series    | Hard court     | Ivo Karlović          | 5–7, 7–6(8–6), 6–4      |
| Tvåa     | 6–20  | Juli 2017      | Eastbourne International, Storbritannien                   | 250 Series    | Gräs           | Novak Djokovic        | 3–6, 4–6                |
| Vinnare  | 7–20  | Januari 2018   | Qatar Open, Qatar                                          | 250 Series    | Hard court     | Andrey Rublev         | 6–2, 6–3                |
| Tvåa     | 7–21  | Oktober 2018   | European Open, Belgien                                     | 250 Series    | Hard court (i) | Kyle Edmund           | 6–3, 6–7(2–7), 6–7(4–7) |
| Vinnare  | 8–21  | Februari 2019  | Rotterdam Open, Nederländerna                              | 500 Series    | Hard court (i) | Stan Wawrinka         | 6–3, 1–6, 6–2           |
| Vinnare  | 9–21  | Februari 2020  | Open Sud de France, Frankrike (3)                          | 250 Series    | Hard court (i) | Vasek Pospisil        | 7–5, 6–3                |
| Vinnare  | 10–21 | Februari 2020  | Rotterdam Open, Nederländerna (2)                          | 500 Series    | Hard court (i) | Félix Auger-Aliassime | 6–2, 6–4                |
| Tvåa     | 10–22 | Oktober 2021   | Sofia Open, Bulgarien                                      | 250 Series    | Hard court (i) | Jannik Sinner         | 3–6, 4–6                |
| Vinnare  | 11–22 | Januari 2022   | Adelaide International, Australien                         | 250 Series    | Hard court     | Karen Khatjanov       | 6–4, 6–4                |